# 阿博姆薩
阿博姆薩（Abomsa）是埃塞俄比亞中部奧羅米亞州阿爾西地區的小鎮，座標8°35′N 39°51′E / 8.583°N 39.850°E，海拔1,438米，鎮內有電話和郵政服務，24小時有電力供應 。根據埃塞俄比亞中央統計局2005年人口普查的資料，阿博姆薩總人口數約19,208，其中男性9,548人，女性9,660人。